# Appannanahalli, Gubbi
Appannanahalli là một làng thuộc tehsil Gubbi, huyện Tumkur, bang Karnataka, Ấn Độ.